# Bohuslav Kadavý
Bohuslav Kadavý – czechosłowacki narciarz. Uczestnik mistrzostw świata.
Kadavý wziął udział w Mistrzostwach Świata w Narciarstwie Klasycznym 1929 w Zakopanem. W konkursie kombinatorów norweskich uplasował się na 30. miejscu, a w rywalizacji skoczków narciarskich, po skokach na odległość 37 i 39 metrów, zajął 33. pozycję.